# Chantal Hourticolon
Chantal Hourticolon (* 2000 in Berlin) ist eine deutsche Schauspielerin.

## Leben
Chantal Hourticolon wurde bekannt durch den mehrfach preisgekrönten Kurzfilm Der Aufreißer von Steffen Weinert, in dem sie an der Seite von Steffen Groth und Nina Weniger ein kleines Mädchen spielt, das den One-Night-Stand ihrer Mutter, der sich morgens aus der Wohnung schleichen möchte, als festen Freund für ihre Mutter und als Papa für sich aussucht und mit einigen Tricks dazu bewegt, doch noch zum Frühstück zu bleiben.
In der Fernsehserie Doctor’s Diary wirkte sie in den Staffeln 1–2 als Nebendarstellerin mit.
Nach einigen weiteren Rollen in Fernsehfilmen stellte sie in der Fernsehserie Weissensee Lisa Grambow, die Tochter von Marion Grambow und Martin Kupfer, dar.

## Filmografie
- 2006: Der Aufreißer (The Pickup Artist) (Kurzfilm), Regie: Steffen Weinert
- 2006: Pommery und Leichenschmaus, Regie: Manfred Stelzer
- 2006: Beutolomäus, Regie: Uli Möller
- 2007: Nichts ist vergessen, Regie: Nils Willbrandt
- 2007: Ein Fall für Nadja (Fernsehserie), Folge Auf der Flucht, Regie: Patrick Winczewski
- 2008: Plötzlich Millionär, Regie: Martian Gies
- 2008–2009: Doctor’s Diary – Männer sind die beste Medizin (Fernsehserie), Regie: Christian Ditter, Oliver Schmitz
- 2009: Die Berliner Mauer (Kurzfilm), Regie: Paul Cotter
- 2009: Liebe verlernt man nicht, Regie: Bettina Wörnle
- 2009: Engel sucht Liebe, Regie: Franziska Meyer-Price
- 2009: Inga Lindström (Fernsehserie), Folge Das Herz meines Vaters, Regie: Peter Weissflog
- 2010: Weissensee (Fernsehserie), Regie: Friedemann Fromm
- 2010: Sexstreik!, Regie: Thomas Nennstiel
- 2010: Jerry Cotton, Regie: Cyril Boss, Philip Stennert

## Auszeichnungen (Auswahl)
- 2006: Kurzfilm- /Publikumspreis für „Der Aufreißer“ beim Kinofest Lünen
- 2007: Publikumspreis für „Der Aufreißer“ beim Gothaer Kurzfilmfestival
- 2007: Friedrich-Wilhelm-Murnau-Preis für „Der Aufreißer“
- 2007: Gewinner der 1. Berliner Kurzfilmrolle für „Der Aufreißer“